# Trimetilborano
Il trimetilborano è il composto chimico  con formula B(CH3)3, spesso scritta come BMe3 o Me3B. Disponible in commercio, questo reattivo di organo-boro è gas incolore tossico e piroforico. Chimicamente è un acido di Lewis molto forte, reagisce violentemente con acqua e umidità, e forma miscele esplosive con l'aria.
Viene impiegato come precursore per la fabbricazione di film sottili di carburo di boro tramite deposizione chimica da vapore e nella deposizione di film di vetro borofosfosilicato usato come dielettrico nei semiconduttori.

## Struttura
La molecola di trimetilborano è monomerica con struttura planare trigonale con l'atomo di boro ibridato sp2, al pari di tutte le specie neutre BX3. La simmetria della molecola è quella del gruppo puntuale C3h. Diverso è il comportamento del trimetilalluminio che esiste invece come dimero Al2Me6. 
Nel trimetilborano le distanze di legame B–C sono 157,8 pm e l'angolo ∠CBC è 120°; i gruppi metilici possono ruotare liberamente. Nel cristallo si osservano strati di molecole BMe3 che interagiscono molto debolmente.

## Sintesi
Il composto fu descritto per la prima volta nel 1862 da Edward Frankland, che scoprì anche il suo addotto con ammoniaca. A causa della sua pericolosità il composto non fu più studiato fino al 1921, quando Alfred Stock e Friedrich Zeidler riuscirono a sintetizzarlo a temperatura ambiente da BCl3 e ZnMe2. Questa reazione presenta però notevoli rischi di esplosione. Su scala di laboratorio un metodo un po' meno pericoloso è la reazione tra BBr3 e Al2Me6 in etere dibutilico, che fornisce BMe3 con una resa del 98%. Un altro metodo alternativo è la reazione tra (n-BuO)3B e Me3Al2Cl3. Trimetilborano particolarmente puro si può ottenere dalla decomposizione del suo addotto con ammoniaca.